# Gledeberg
Gledeberg ist ein Ortsteil der Gemeinde Schnega im Landkreis Lüchow-Dannenberg in Niedersachsen.
Das Dorf liegt westlich des Kernbereichs von Schnega und südlich der B 71. Nördlich und nordöstlich von Gledeberg liegt das 480 ha große Naturschutzgebiet Schnegaer Mühlenbachtal.

## Geschichte
Am 1. Juli 1972 wurde Gledeberg in die Gemeinde Schnega eingegliedert.